# Helena Tulve
Helena Tulve, née le 28 avril 1972 à Tartu, est une compositrice estonienne.

## Biographie
Née le 28 avril 1972 à Tartu, Helena Tulve étudie la composition à l'École de musique de Tallinn avec Alo Põldmäe, puis de 1989 à 1992 à l'Académie estonienne de musique avec Erkki-Sven Tüür, ce dernier n'ayant eu que cette seule élève en composition jusqu'à présent. En 1994 Tulve, obtient premier prix au Conservatoire de Paris, dans la classe de Jacques Charpentier. Entre 1993 et 1996, elle se perfectionne dans la connaissance du chant grégorien et participe également aux cours d'été de György Ligeti et Marco Stroppa.
Tulve appartient à la jeune génération des compositeurs estoniens qui, en contraste avec le style traditionnel néo-classique, centré sur le rythme, elle compose de la musique qui se concentre sur le son et la sonorité. Les œuvres de Tulve, donnent une juste idée de la richesse et de la variété de son expérience culturelle : l'école française de la musique spectrale, les expérimentations de l'IRCAM, Kaija Saariaho et Giacinto Scelsi, des échos du chant grégorien et des musiques de l'Est. Découlant de sa finesse de traitement du son, l'approche de Tulve sur la forme est « fluide » – laissant la part à plus de processus que d'architectonique.

## Œuvres (sélection)
- Reyah hadas ´ala pour voix d'hommes et instruments anciens (2005, texte de Shalom Shabazi)
- Lendajad pour flûtes amplifiées (2005) pour flûte en ut (flûte piccolo/ flûte basse) & flûte en ut (flûte piccolo/ flûte en sol
- Ligne d'horizon pour ensemble (2005) [ 1-1-1-0/ 0-0-0-0/ piano-harpe-mandoline-guitare-1batterie/ 1-1-1-1]
- Lumineux/opaque nouvelle version pour clarinette, violoncelle, piano et 3 verres à vin (2004)
- It Is Getting So Dark, opéra de chambre (2003/04, texte de Sei Shōnagon) [14 voix de femmes & ensemble : flûte-cornet-alto-contrebasse-harpe et batterie]
- …il neige pour clavecin et cithare estonienne (Kannel) (2004)
- nec ros, nec pluvia… pour quatuor à cordes (2004)
- effleurements, éclatements… pour guitare et percussion (2003)
- abysses pour flûte et ensemble (2003) pour [flûte piccolo/en ut/alto/basse/en ut/hautbois alto-basson-tr.ne-batt.(???)-violon, alto, violoncelle]
- Lijnen pour soprano et ensemble (2003) pour flûte-clarinette-hautbois-basson-cornet-violon-alto-violoncelle et contrebasse
- Delta soundscape pour bande (2003)
- Vie secrète pour chœur de chambre (2002)
- Lumineux / opaque pour violon, violoncelle, piano et 3 verres à vin (2002)
- Valvaja pour hautbois seul (2002)
- Cendres pour ensemble (2001) pour flûte-clarinette-violon-violoncelle-contrebasse-2 batterie et 2 pianos
- Traces pour ensemble (2001) pour flûte-hautbois-clarinette-saxophone baryton/saxophone alto-batterie-violon-contrebasse
- Vertige pour piano (2000)
- Ithaque pour voix de femme, violon et piano (2000)
- Sula (fondu) pour orchestre (1999, commande du festival NYYD de Tallinn) pour 3-3-3-3/ 4-3-3-0/ 5 batterie/ 1 piano/ 1 harpe/ 16-14-12-10-8/ didgeridoo
- Passage secret pour deux clarinettes (1999)
- Sans titre pour clavecin (1999, commande du festival de NYYD pour Jukka Tiensuu)
- Sinine (bleu) pour ensemble de chambre (1998, command by the NYYD Ensemble)
- À travers pour ensemble de chambre chamber ensemble (1998, commande de l'ensemble NYYD)
- Öö (nuit) pour quatuor de saxophones (1997, pour le quatuor de saxophones de Stockholm, création au festival NYYD 1997)
- Sõnajalad (fougères) pour voix et piano sur un texte de Karl Ristikivi (1994)
- Saar (île) pour violon et clarinette (1993)
- Exodus pour chœur de chambre (1992/93)
- Lethe pour ensemble de chambre (1991) pour flûte, hautbois, clarinette, piano, violoncelle
- Phainomenon pour piano, percussions et bande (1989/90)

## Discographie
- Lijnen (2008, ECM Records)
- Arboles lloran por lluvia (2014, ECM)